# Krzysztof Wiłkomirski
Krzysztof Piotr Wiłkomirski (ur. 18 września 1980 w Warszawie) – polski judoka. Prezes Polskiego Związku Judo w kadencji 2024-2028. Komentator sportowy m.in. Polsat, TVP Sport, prezes sekcji Judo w Legii Warszawa. Zawodnik klubu AZS UW (trener klubowy – 1991–2010 Sławomir Pacholak, od 2010 Zdzisław Grochowski). Wielokrotny reprezentant Polski.
Brązowy medalista mistrzostw świata (2001) i Europy (2003), wielokrotny mistrz Polski. Dwukrotny uczestnik igrzysk olimpijskich. Stoczył po dwie walki na olimpiadzie w Atenach 2004 i olimpiadzie w Pekinie 2008. W pierwszej rundzie eliminacyjnej na igrzyskach olimpijskich w Pekinie wygrał z reprezentantem Łotwy, następnie przegrał z zawodnikiem z Mongolii i odpadł z turnieju olimpijskiego.
Ma 172 cm wzrostu, walczy w kategorii do 73 kg. Ma stopień mistrzowski 6 dan.

## Życie prywatne
Syn Bogusława Wiłkomirskiego.
Żona Dorota, synowie Franciszek (2007), Filip (2010) oraz córka Natalia (2018).
Założyciel Uczniowskiego Klubu Sportowego „Musu” Warszawa, który w roku 2015 został doceniony i wybrany przez Legię Warszawa, co zaowocowało nawiązaniem współpracy i założeniem sekcji Judo Legia Warszawa. Aktualnie pracuje w klubie jako prezes i jego trener. Ukończył Wyższą Szkołę Gospodarowania Nieruchomościami – licencjat na kierunku Administracji oraz magister na kierunku Ekonomii.
1 marca 2025 prezydent Andrzej Duda odznaczył go Srebrnym Krzyżem Zasługi za zasługi dla rozwoju sportu osób niesłyszących.

## Osiągnięcia sportowe
- 2000 – Akademickie Mistrzostwa Świata – III miejsce w wadze do 73 kg
- 2000 – Mistrzostwa Polski Seniorów – I miejsce w wadze do 73 kg
- 2001 – Mistrzostwa Świata Seniorów – Monachium – III miejsce w wadze do 73 kg
- 2001 – Mistrzostwa Polski Seniorów – I miejsce w wadze do 73 kg
- 2001 – Mistrzostwa Polski Seniorów – Małe Open – I miejsce w wadze do 75 kg
- 2002 – Mistrzostwa Polski Seniorów – I miejsce w wadze do 73 kg
- 2003 – Mistrzostwa Europy Seniorów – Düsseldorf – III miejsce w wadze do 73 kg
- 2003 – Puchar Świata – Warszawa – I miejsce w wadze do 73 kg
- 2003 – Mistrzostwa Polski Seniorów – I miejsce w wadze do 73 kg
- 2004 – Mistrzostwa Polski Seniorów – I miejsce w wadze do 73 kg
- 2004 – Puchar Świata – Tbilisi – I miejsce w wadze do 73 kg
- 2004 – Olimpijczyk – Ateny 2004 – w wadze do 73 kg
- 2005 – Mistrzostwa Polski Seniorów – I miejsce w wadze do 73 kg
- 2006 – Drużynowe Akademickie Mistrzostwa Świata – III miejsce w wadze do 73 kg
- 2006 – Akademickie mistrzostwa Polski seniorów – II miejsce w wadze do 81 kg
- 2006 – Mistrzostwa Polski Seniorów – I miejsce w wadze do 73 kg
- 2007 – Superpuchar Świata – Rotterdam – I miejsce w wadze do 73 kg
- 2007 – Puchar Świata – Birmingham – III miejsce w wadze do 73 kg
- 2007 – Mistrzostwa Polski Seniorów – I miejsce w wadze do 73 kg
- 2008 – Mistrzostwa Polski Seniorów – I miejsce w wadze do 73 kg
- 2008 – Olimpijczyk – Pekin 2008 – w wadze do 73 kg
- 2009 – New York Open – New York – I miejsce w wadze do 73 kg
- 2009 – Puchar Świata – Warszawa – III miejsce w wadze do 73 kg
- 2009 – Puchar Świata (Grand Prix) – Abu Zabi – II miejsce w wadze do 73 kg
- 2010 – Puchar Świata (Grand Slam) – Rio de Janeiro – III miejsce w wadze do 73 kg
- 2011 – Puchar Świata – Warszawa – II miejsce w wadze do 73 kg
- 2011 – Puchar Świata – Puerto la Cruz – II miejsce w wadze do 73 kg
- 2011 – Puchar Świata – San Salvador – I miejsce w wadze do 73 kg
- 2012 – Drużynowe Mistrzostwa Europy – Czelabińsk – III miejsce – w wadze do 73 kg
- 2014 – Mistrzostwa Polski Seniorów – I miejsce w wadze do 73 kg
- 2015 – Mistrzostwa Polski Seniorów – III miejsce w wadze do 73 kg
- 2016 – Mistrzostwa Polski Seniorów – III miejsce w wadze do 73 kg
- 2019 – Mistrzostwa Świata Weteranów (Marakesz) – I miejsce w wadze do 73 kg
- 2021 – Mistrzostwa Świata Weteranów (Lizbona) – I miejsce w wadze do 73 kg[5].
- 2022 - Mistrzostwa Świata Weteranów (Kraków) - I miejsce w wadze do 73 kg[6].
- 2023 - Mistrzostwa Świata Weteranów (Abu Zabi) - I miejsce w wadze do 73 kg[7].
- 2024 - Mistrzostwa Świata Weteranów (Las Vegas) - I miejsce w wadze do 73 kg[8].